# Evrard Godefroid
Evrard Godefroid (Binche, 29 juni 1932) is een Belgisch voormalig wielrenner.

## Carrière
Godefroid won brons in 1956 op het nationaal kampioenschap op de baan in de sprint. Hij nam hetzelfde jaar deel aan de Olympische Spelen waar hij negende werd in de sprint en negentiende in de 1km tijdrit. Hij brak nooit door naar de beroepsrenners.

## Erelijst
| Jaar     | BK       | EK       | WK       | Overige                              |
| Amateurs | Amateurs | Amateurs | Amateurs | Amateurs                             |
| -------- | -------- | -------- | -------- | ------------------------------------ |
| 1956     | Sprint   |          |          | Olympische Spelen: 9e sprint 19e 1km |